# روزوسیانین
روزوسیانین (به انگلیسی: Rosocyanine) با فرمول شیمیایی [B(C۲۱H۱۹O۶)۲]Cl (as chloride) یک ترکیب شیمیایی است. که جرم مولی آن ۷۸۱٫۰۱۳ g/mol می‌باشد. شکل ظاهری این ترکیب، dark-green colored solid است.